# Pasupatastra

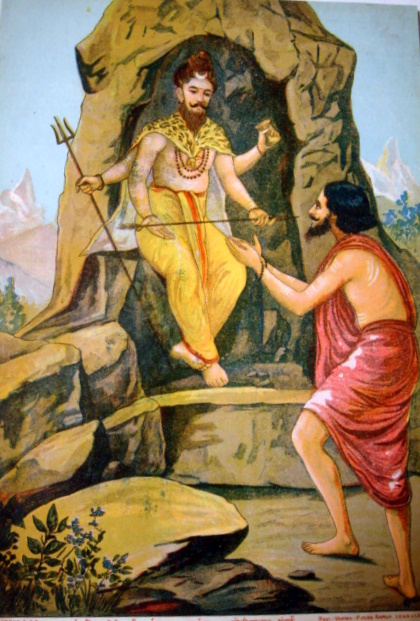
El dios Pashupati Shiva le entrega el arma pashupata-astra al pándava Aryuna. Óleo del pintor indio Raja Ravi Varma (1848-1906).

En la mitología hinduista, el pashupatastra es una irresistible y destructiva arma personal del dios Pashupati Shiva.

## Nombre sánscrito y etimología
- pāśupatāstra, en el sistema AITS (alfabeto internacional para la transliteración del sánscrito).[1]
- पाशुपतास्त्र, en escritura devanagari del sánscrito.[1]
- Pronunciación:
  - /pashupáta astrá/ en sánscrito[1] o bien
  - /pashupatástr/ en varios idiomas modernos de la India (como el hindí, el maratí o el palí).
- Etimología: ‘arma del señor de las bestias’, otro nombre del Trishula, el tridente del dios Shiva.[1]
  - paśu: ‘bestias’, ‘ganado’
  - pati: ‘esposo’, ‘amo’
  - astra: ‘arma’; es cognado del idioma griego antiguo ἄστρον (astrón) y de ἀστήρ (astér): ‘astro’.

## Descripción
El pasupatastra se descarga mediante la mente, los ojos, las palabras, o un arco. Nunca se puede utilizar contra enemigos de poca calidad, ni debe ser utilizada por estos. El pasupatastra es capaz de destruir todos los seres vivos del universo. Pasupatastra es el arma de Pashupatinath, el poderoso dios nacional de Nepal (que posee el más importante de todos los templos de Shiva, que se encuentra en la ciudad de Katmandú, capital de Nepal).
Esta arma se menciona por primera vez en el Majabhárata (texto epicorreligioso del siglo III a. C.).
Allí, el pándava Aryuna obtuvo esta arma directamente del dios Pashupati (expansión del dios Shiva), pero nunca la pudo utilizar porque esta arma si el enemigo contra el que fuera utilizada fuera mortal, el arma destruiría el universo entero.
Nadie en los tres mundos puede resistirse al dios Pashupati cuando exhibe su poder.
El mantra para disparar este astra está sellado por Pashupati Shiva para evitar su mal uso en la era de kali yuga.

## Poseedores del arma
En algún texto hinduista se afirma que el pasupatastra es el arma de los dioses Shiva, Kali y Adi Shakti.[cita requerida]
Según las epopeyas hinduistas ―el Majabhárata y el Ramaiana― aparte de Aryuna, solo el príncipe Indrayit y el bráhmana Parasurama poseyeron el pasupatastra.
En el Ramaiana, el príncipe Indrayit utilizó el pasupatastra contra Laksman, y se asombró de no haber destruido el universo, debido a que no sabía que Laksman ―al igual que su hermano el rey Rama― era un avatar del dios Visnú.

### Mención en elMajabhárata

Tal como se relata en el texto Kirata-aryuníia (siglo VI), el pándava Aryuna reconoce que ha peleado contra el dios Pashupati Shiva y se inclina ante él. El dios le regala entonces el arma pashupata-astra.

Un fragmento del Majabhárata ―traducido por Kisari Mohan Ganguli― en relación con el poder del pasupatastra:

Oh, hombre de brazos poderosos, esa arma es superior a la de Brahma, Naraiana, Indra, Agni, y Varuna. En verdad, es capaz de neutralizar cualquier otra arma en el universo. Fue con esa arma que, en días de antaño, el ilustre Majadeva quemó y consumió en un instrante la triple ciudad de los asuras. Oh, Govinda, Majadeva logró esa hazaña con la mayor facilidad, utilizando esa sola flecha. Esa arma, disparada por los brazos de Majadeva, puede sin lugar a dudas consumir todo el universo ―con todas sus criaturas móviles e inmóviles― en la mitad del tiempo que toma un pestañeo. En el universo no hay ningún ser ―incluidos todos los dioses― que sea capaz de sobrevivir a esa arma.
O thou of mighty arms, that weapon is superior to the Brahma, the Narayana, the Indra, the Agneya, and the Varuna weapons. Verily, it is capable of neutralizing every other weapon in the universe. It was with that weapon that the illustrious Mahadeva had in days of yore, burnt and consumed in a moment the triple city of the Asuras. With the greatest ease, O Govinda, Mahadeva, using that single arrow, achieved that feat. That weapon, shot by Mahadeva's arms, can, without doubt consume in half the time taken up by a twinkling of the eyes the entire universe with all its mobile and immobile creatures. In the universe there is no being including even the deities, that are incapable of being slain by that weapon.
Majabhárata